# Generazioni a confronto
Generazioni a confronto (Generation Gap) è un film del 2008, diretto da Bill L. Norton.

## Trama
Dylan Statlan è un ragazzo ribelle che viene mandato, su suggerimento della madre Veronica, a trascorrere l'estate dal nonno, Bart Cahill, un ex colonnello dell'esercito degli Stati Uniti durante la seconda guerra mondiale. Sia Dylan che Bart non amano l'idea di dover trascorrere l'estate insieme, soprattutto per il nipote che è abituato alla vita cittadina di New York, infatti all'inizio il loro rapporto è scontroso, Bart lo tratta come se fosse un soldato, lo costringe a fare diversi lavori e frequentare posti come il circolo veterani.
Con il passare del tempo il loro rapporto si intensifica, soprattutto quando hanno una cotta per diverse donne, Dylan per Jenny e Bart per Kay, una signora che lavora nella caffetteria del paese. Quando il rapporto tra nonno e nipote sembra essersi stabilito, Bart scopre di avere un linfoma che lo avrebbe portato alla morte in poco tempo. Dylan scopre anche il passato del nonno attraverso i racconti dei suoi amici che lo definiscono un eroe e da materiale trovato in un baule con giornali, armamentario e una giacca che il nonno gli fa indossare.
Alla morte del nonno, si svolsero i suoi funerali a cui presenziarono diversi soldati e autorità.